# Точечный травяной усач
Точечный травяной усач (лат. Phytoecia pustulata) — вид жесткокрылых из семейства усачей.

## Распространение
Распространён в Европе (за исключением северной части), в Турции, на Кавказе и в Казахстане.

## Описание
Жук длиной от 5 до 9 мм. Время лёта с апреля июль.

## Развитие
Жизненный цикл вида длится один год. Кормовыми растениями являются виды из семейства астровых (Asteraceae).

## Подвиды
- Phytoecia pustulata murina Marsham, 1869
- Phytoecia pustulata pulla Ganglbauer, 1886
- Phytoecia pustulata pustulata (Schrank, 1776)